# あったか人情コメディ 湯けむりパラダイス!
『あったか人情コメディ 湯けむりパラダイス!』（あったかにんじょうコメディ ゆけむりパラダイス）は、朝日放送テレビ（ABCテレビ）ほかで放送されていたコメディ番組である。全46回。製作局の朝日放送では2008年4月6日から2009年3月29日まで、毎週日曜 12:00 - 12:55に『日曜笑劇場』で放送。ハイビジョン制作、字幕放送実施。

## 概要
大阪市近郊に立地するという架空の村「はなつき村」にある日帰り温泉「湯けむりパラダイス はなつきの里」の休憩所を基本舞台にしていた番組。主演は、前番組『なにわ人情コメディ 横丁へよ〜こちょ!』から引き続き陣内智則と麒麟が務めていた。
この番組もなんばグランド花月で公開収録を行っていた。観覧希望者は、前もって朝日放送宛に観覧したい旨のハガキを送る必要があった。
2008年7月27日の放送は、製作局の朝日放送で夏の高校野球南大阪大会決勝の中継日程が組まれたために休止になった。朝日放送は直後の時間帯に放送の『新婚さんいらっしゃい!』と『パネルクイズ アタック25』を55分前倒しにし、13:00から野球中継を放送。同時ネット局の名古屋テレビ（メ〜テレ）と瀬戸内海放送は、12:00から番組の再放送を行うことでこれに対応した。
この番組以降、『日曜笑劇場』の番組は4月放送開始、翌年3月終了の1年スパンで固定された。また、音声はモノラル放送からステレオ放送に変更された。

## 出演者

### レギュラー
- 陣内智則 - はなつきの里のフロント主任。最終回で支配人になる。
- 川島明（麒麟） - はなつきの里のフロント係。陣内の高校の後輩。最終回で主任になり、花子と婚約する。
- 田村裕（麒麟） - はなつきの里のフロント係。陣内の高校の後輩。最終回で主任になる。
- 山田花子 - はなつきの里の接客担当。川島の恋人。はなつきの里に来る前はホテルに勤務していた。最終回で主任になった川島と婚約する。
- 未知やすえ - はなつきの里の事務員。陣内の姉。最終回で主任になる。
- オール巨人（オール阪神・巨人） - はなつきの里の支配人。東京にあるNGKレジャー産業本社から来ている。第22回で支配人を辞めようとするが、NGKレジャー産業の会長に頼まれて支配人を続けることになった。最終回で東京本部常務取締役になる。
- 池乃めだか（役名は田村池の助） - はなつきの里の風呂場係。田村の父。最終回では他のメンバーと違って出世できず、逆に給料の30%をカットの懲戒減給を食らってしまう。これは、最終回で社長役だった坂田利夫に「仕事をサボっていたから」と言われたためである。
- 浜田翔子 - はなつき高校の学生で放送部に所属している。最初は通りすがりの役だったが、後にアルバイト従業員としてはなつきの里のメンバーに加わる。
- Mr.オクレ - 第1回でボビー王子がはなつきの里に贈った石に宿る温泉の精霊。お賽銭として泉にコインを投げ込むことで登場し、前作に登場した水晶玉の精と同様に様々なアドバイスを授ける。なお、前作の水晶玉の精霊は山田花子一人が呼び出していたが、本作では回ごとに呼び出す人が違っていた。

### 準レギュラー
- 中川剛（中川家） - 送迎バスの運転手。
- 中川礼二（中川家） - はなつきの里の料理長。
- 小籔千豊 - はなつき村の駐在（巡査）。相手が反抗的な態度を取るとすぐに拳銃を抜く癖がある。第38回で辞職の危機に立たされるが、自身が柔道を教えた高校生たちが本庁から来た警部を説得してくれたおかげで辞職せずに済んだ。
- 高橋茂雄（サバンナ） - はなつき村の村役場の職員。相手の立場によって態度が違う。第37回では妹が登場した。
- 八木真澄（サバンナ） - 高橋が登場する回に登場していたが、特に決まった役は無かった。主にスポーツジムのインストラクターなどの役で登場。

### バスタオル隊
- 前田まみ（吉本新喜劇座員）
- 井上智恵（吉本新喜劇座員）
- オカン（ワタルwithオカン）

## ゲスト
- 第1回
  - ボビー・オロゴン - フラワームーン王国の王子。はなつきの里のオープン前に来賓として招かれる。だが、来日した本当の目的は、生き別れになった日本人の母を捜すことだった。
  - 桑原和男 - ボビー王子の生き別れになった母。
- 第2回
  - 宇都宮まき - 川島の幼馴染。現在はダンサーをしているが、足を負傷して歩けないのではなつきの里で療養している。実は足の怪我はすでに治っており、歩けないのは彼女自身の精神的な問題によるものだった。後に温泉の精からアドバイスを受けた花子の作戦により、再び歩けるようになった。
  - 浅香あき恵 - まきのマネージャー。川島にまきの怪我は既に治っていると告げ、彼にまきに松葉杖を放すよう説得してほしいと頼む。
- 第3回
  - 安田大サーカス - はなつきの里の演芸会にやってきた芸人「NGKサーカス」。安田大サーカスのメンバーは全員松竹芸能に所属しており、吉本興業伝統のこの枠に松竹関係者が出演した極めて珍しい例になった。
- 第4回
  - 藤崎奈々子 - 陣内の初恋の人。中学三年生の時に転校し、それ以来陣内とは会っていなかったが、やすえによってはなつきの里に招かれ陣内と再会を果たす。だが実際にやって来たのは奈々子ではなく彼女の妹・八子で、奈々子本人は陣内と会うことを約束した数日後に事故で亡くなっていた。
- 第5回
  - 阿藤快 - 巨人の大学時代の友人で、現在は温泉評論家。はなつきの里に取材にやってくるが、なぜか無愛想な態度を取る。
- 第6回
  - 加藤紀子 - 花子の友人。現在はNGK病院で産婦人科医をしている。ある出来事が原因で妊婦が苦手になり、病院から逃げ出してきた。
  - 若井みどり - 紀子が勤務しているNGK病院の理事長。病院から逃げ出した紀子を追ってはなつきの里にやって来る。
  - サバンナ - はなつき村主催の安産体操教室の講師。
- 第7回
  - つるの剛士 - 陣内の同級生。いつも足の悪い祖母を背負ってはなつきの里へ来る孝行者。俳優を目指しているが、祖母の事を思って夢を諦めようとする。
  - オール阪神（オール阪神・巨人） - 剛士の祖母。足が悪いため、孫の剛士に背負われてはなつきの里へやってくる。剛士が自分のために俳優になる夢を諦めようとしていることを知り、剛士の夢を叶えさせてやろうとする。
- 第8回
  - エド・はるみ - やすえの同級生。現在はシングルマザーで、息子が一人いる。
  - メッセンジャー黒田 - 風邪で休んだ板前の代わりに臨時雇いでやってきた板前。
- 第9回
  - 狩野英孝 - 盗難事件の犯人と間違われた謎の男。その正体は、はなつきの里の調査に来た覆面調査員だった。
  - 坂田利夫（コメディNo.1） - 花子の叔父。数年前に行方をくらましていたが、突然はなつきの里に現れる。実ははなつきの里で起きた盗難事件の犯人。
- 第10回
  - 大悟（千鳥） - 陣内の高校時代の後輩。現在は野球チーム「阪珍タイガース」のピッチャー。
  - 月亭八方 - はなつき村の村会議員。大悟の後援会の会長を務める。
- 第11回
  - いとうまい子 - 花月流の家元で、やすえの同級生。娘の恵里が舞の稽古を避けるようになったことについて悩んでいる。
  - 幸田恵里 - まい子の娘。今年の夏の神楽舞で母と競演する予定だが、最近になって舞の稽古を避けるようになる。
- 第12回
  - アンガールズ - 田村と川島の同級生。ヒーローショーを行っており、はなつきの里でヒーローショーを行うためにやってきた。
  - FUJIWARA - はなつき村に住むクリーニング屋（藤本）と八百屋（原西）。ヒーローショーに出演するアンガールズ以外の本来の役者が到着するまでの間、はなつきの里の従業員がヒーローショーを行うという提案に協力する。
- 第13回
  - 板尾創路（130R） - はなつき村の猟友会のメンバー。山から降りてきた熊の捜索に乗り出す。
- 第14回
  - 世界のナベアツ - はなつきの里にお忍びでやって来たお笑い芸人。実はかつての相方を探しており、そのためにはなつきの里へやってきた。
  - おかけんた（おかけんた・ゆうた） - ナベアツのかつての相方。ナベアツとは対照的に現在は落ちぶれており、ある時はなつきの里で食い逃げをして捕まる。
- 第15回
  - 井上竜夫 - はなつき牧場の牧場主。はなつきの里に直売所を出して牧場で取れた牛乳を販売している。高齢のために直売所を終了しようと考えている。
  - 村上ショージ - 竜夫の息子。最近東京から戻ってきたが、いつも遊んでばかりだという。
- 第16回
  - 安田美沙子 - 花子の幼馴染で、現在女優をしている。ドラマの撮影のためにはなつきの里を訪れ、そこで花子と再会した。女優になった時に母親に勘当され、それ以来母と会っていない。
  - おかけんた - 美沙子が出演するドラマの監督。
  - 中恭太、太田芳伸 - 美沙子の共演者。
  - 浅香あき恵 - 美沙子の母。美沙子が女優になった際に彼女を勘当するが、本当はずっと美沙子を応援していた。
- 第17回
  - 黒木辰哉 - はなつきの里に住み着いた中学生の少年。家族が離散したためにホームレスになり、貧しさから客の食べ残した料理を持ち帰ったり、自動販売機の小銭をあさったりしていた。容姿が田村に酷似しているため、当初は田村が食べ残しを持ち帰ったりしていたのではないかと思われていた。
  - ハイキングウォーキング
- 第18回
  - 加藤紀子 - フランス帰りのパティシエ。はなつきの里で自作のスイーツフェアを開催する。
- 第19回
  - 六平直政 - 陣内姉弟の叔父。東京で刑事をしており、定年となる日に長年追っているスリを追ってはなつき村にやって来る。かつては両親を早くに亡くした陣内たちを親身になって育ててくれた。
  - 坂田利夫 - はなつき村にやってきた中国雑技団の団員。
- 第20回
  - 夏川純 - 花子の高校時代の友人で、花子と一緒に陸上部に所属していた。北京五輪のマラソン選手になれるかもしれないと言われるほどのランナーだったが、足の怪我が原因で走れなくなる。
  - 間寛平 - はなつき村の隣村に住んでいる老人。「はなつきヘルシーマラソン」の大スポンサーを務める。実はマラソンのコーチでもあり、これまでに何人もの無名のマラソン選手を発掘してオリンピックの選手になるまでに育て上げてきた。純に会った際に彼女の才能を見抜き、彼女をスカウトしようとする。
- 第21回
  - 博多華丸（博多華丸・大吉） - はなつきの里で開かれる「ラーメンフェスタ」に招かれた「華丸ラーメン」の店主。
  - 山崎邦正 - 田村の手違いで「ラーメンフェスタ」に招かれた「山丸ラーメン」の店主。実は華丸の息子で、元々「華丸ラーメン」で修行していたが、ラーメンに対する方向性の違いから父の下を飛び出し独立した。以来、華丸とは犬猿の仲。
  - 博多大吉（博多華丸・大吉） - 華丸の息子で邦正の弟。東京でサラリーマンをしているが、父と兄を仲直りさせようとはなつきの里へやってきた。
- 第22回
  - 藤本敏史（FUJIWARA） - 巨人に替わってはなつきの里へやってきた新しい支配人。NGKレジャー産業会長の遠い親戚でもある。新支配人に就任して早々シルバーウィークサービスを勝手に廃止する、フロント主任の陣内を強制的に降格させるなど強引な行動を起こし、陣内たち従業員の反感を買うことになる。最後は会長に自身の行いを知られたことでクビになった。
  - 原西孝幸（FUJIWARA） - NGKレジャー産業の東京支所からやってきた会社員で藤本の部下。最後は藤本と共にクビにされた。
  - 宮川花子（宮川大助・花子） - はなつきの里で行われているシルバーウィークサービスにやってきたお婆さん。かっこいい男性が大好きで、当初川村に飛びついていた。実はNGKレジャー産業の会長で、はなつきの里を訪れた本当の目的は同施設の視察だった。共に視察に来た部下のあき恵とみどりから藤本の横暴を知らされ、後にあき恵たちと共に陣内たちの前で自身の正体を明かして藤本たちを更迭する。その後、東京へ帰ろうとしていた巨人にはなつきの里の支配人を続けてほしいと頼んだ。
  - 浅香あき恵、若井みどり - 花子と共にシルバーウィークサービスにやってきたお婆さんたち。花子同様かっこいい男性が大好き。実はNGKレジャー産業会長である花子の部下で、花子と共にはなつきの里の視察に来ていた。
- 第23回
  - たむらけんじ - 陣内の同級生で、現在は「はなつき焼肉せんべい」の社長。はなつき村で行われる夏祭りのスポンサーを務めている。陣内を訪ねてはなつきの里へやってくる。
  - 月亭八光 - けんじの秘書。
  - 若井みどり - けんじの母。はなつきの里のおみやげコーナーに手作りのせんべいを出品している。
  - ザ・たっち - けんじの取引先の会社・NGK機械の社員たち。ある目的からけんじを追ってはなつきの里へやってくる。
- 第24回
  - ワッキー（ペナルティ） - Jリーガー。陣内の同級生で、川島の先輩にあたる。スランプに陥って引退を考え、練習を休んではなつきの里へやってくる。
  - ヒデ（ペナルティ） - ワッキーの所属しているサッカーチームのコーチ。ワッキーを捜してはなつきの里に現れる。
  - すっちー（役名は須知） - はなつき高校の学生。サッカー部に所属していたが、突然退部届を出して行方をくらましてしまう。実はワッキー同様スランプに陥っていた。
- 第25回
  - はるな愛 - めだかが通っているショーパブに出演している芸人。一見かわいらしい女性だが、実は女装した男性だった。
  - たむらけんじ - 愛が出演しているショーパブの店長。愛を連れてはなつきの里にやってくる。
- 第26回
  - 芋洗坂係長 - 日帰り温泉バス旅行ではなつきの里へやってきたツアーコンダクター。陣内の高校時代の先輩で、幼い頃に両親を亡くしており、親代わりになって弟を育ててきた。未だ独身だが、弟を一人前に育て上げるまでは結婚しないと決めている。
  - 井本貴史（ライセンス） - 芋洗坂の弟。幼い頃に両親を亡くし、兄に育てられてきた。現在は東大医学部への進学を目指しているが、実は兄のことを思って大学進学を諦めようか迷っていた。
  - 藤原一裕（ライセンス） - 井本の親友。
- 第27回
  - 高知東生 - 花子の兄。現在はバナナの叩き売りの露天商をしている。強面の男性で喧嘩好きな性格をしており、その性格が原因で実家から勘当された。恩人との約束により、花子の許婚を連れてはなつきの里へやってくる。
  - おかけんた - 花子の許婚。
  - 田村研一 - 田村の兄。『ホームレス大学生』の宣伝のためにゲスト出演。
- 第28回
  - 石野真子 - やすえの友人。はなつき村の村役場で働いている。ソフトボール教室を企画し、その企画のためにはなつきの里をソフトボール教室に参加する人たちの着替え・食事の場として使わせてもらっている。やすえとは幼稚園時代からの親友で、男性の好みまで同じらしい。
  - 村上隆行 - ソフトボール教室のコーチ。
- 第29回
  - 内場勝則 - やすえの高校時代の同級生で、現在は恋愛小説家。スランプに陥って小説が書けなくなり、「気分転換」と称してはなつきの里を訪れる。
  - 藤本敏史（FUJIWARA） - NGK出版の編集長。
  - 原西孝幸（FUJIWARA） - 新進気鋭の作家。藤本と共にはなつきの里へやってきた。
- 第30回
  - 鼠先輩 - 陣内の知り合いの演歌歌手。
  - オール阪神（オール阪神・巨人、役名は阪神子） - 長年芸能界でマネージャー稼業を行っている女性。めだかが出場する「演歌のど自慢大会」を主催する。実は鼠先輩の元マネージャー。
- 第31回 - この回の脚本は、ザ・プラン9のメンバーであるお〜い!久馬が本名の久馬歩名義で担当。
  - 有吉弘行 - 川島と田村の同級生。はなつきの里で様々ないたずらを行っていた。
  - なだぎ武（ザ・プラン9） - 巨人の知り合いで元銭湯経営者。有吉の父親。
  - 浅越ゴエ（ザ・プラン9） - 「はなつき新聞」の新聞記者。
  - ザ・パンチ - はなつきの里の来客。
- 第32回
  - 赤井英和 - はなつきの里の宿泊客。東京である会社の社長をしている。貧しい幼少時代を過ごした経験からか心優しく子供好きな性格で、村の保育園の子供たちにプレゼントを配った。だがその裏では泥棒「平成ねずみ小僧」として世間を騒がせており、最後はやすえに正体を知られ、彼女の説得によって自首する。
- 第33回
  - たむらけんじ - はなつき村の神社の奉納餅つきを行う宗家の息子。弟の信二と共に年末企画の餅つき大会のゲストとして招かれる。
  - 内山信二 - けんじの弟。兄と共に年末企画の餅つき大会のゲストとして招かれる。
  - なかやまきんに君 - けんじの友人。かつてけんじが東京で餅つきショーを行っていた際、彼のパートナーを務めていた。アメリカへ渡っていたが帰国し、けんじに渡米してラスベガスで餅つきショーをやろうと持ちかけるが…。
- 第34回
  - 三田村邦彦 - はなつきの里で行われるかんざしの実演フェアに招かれたかんざし職人。巨人の同級生で元は刑事だったが、去年突然刑事を辞めてかんざし職人に弟子入りし、かんざし職人となった。実はヨギータと福田が追っていた「平成の闇の仕事人ヒデ」であり、かつて山口の会社が行っていた不正の濡れ衣を着せられて投獄された弟を助けるために刑事を辞め、転職すると同時に「平成の闇の仕事人」となっていた。最後は山口と藤本を成敗し、弟の敵討ちを果たす。
  - 山口智充（DonDokoDon） - はなつきの里へやってきた貿易会社の社長。実はかつて輸入が禁止されている動物を不正に輸入するという不正を働いており、副総監に賄賂を贈って見逃してもらっていた。最後は三田村に成敗されて藤本共々福田とヨギータに逮捕される。
  - 渡辺直美 - 山口の秘書。
  - 藤本敏史（FUJIWARA） - 警視庁の副総監。山口に招かれてはなつきの里を訪れる。実は山口から賄賂を貰って彼の不正を見逃していたが、それが明らかにされかけた際に自分の部下（実は三田村の弟）に濡れ衣を着せたことがあった。最後は三田村に成敗され、山口共々福田とヨギータに逮捕される。
  - 原西孝幸（FUJIWARA） - 藤本の秘書。
  - 徳井義実（チュートリアル、役名はヨギータ） - はなつきの里へやって来た謎の外国人。実は刑事で、「平成の闇の仕事人ヒデ」と呼ばれる指名手配犯を追って来た。
  - 福田充徳（チュートリアル） - はなつきの里へやって来た刑事。ヨギータと共に「平成の闇の仕事人ヒデ」を追って来た。
- 第35回
  - ガリガリガリクソン（役名は川崎） - 陣内の中学生時代の後輩で、現在は小学校の先生をしている。発明が趣味で、飲むと男前になれる薬「オトコマエニナルーン」を発明、自らその薬を飲んで男前に変身する。
  - 川崎麻世 - 「オトコマエニナルーン」を飲んだ川崎が男前に変身した姿。
- 第36回
  - 原西孝幸（FUJIWARA） - はなつきの里の常連客。孫娘がトップモデルだということを池の助に信じさせるため、孫娘をはなつきの里へ呼び寄せて歓迎会を開く。
  - SHELLY - 原西の孫娘。現在はパリコレに出るほどのトップモデルとなっている。
  - 藤本敏史（FUJIWARA） - 原西の孫娘についてきたカメラマン。
- 第37回
  - 黒沢かずこ（森三中） - 高橋の妹で、はなつき村の観光協会の歌姫。田村に一目惚れし、彼に告白するが…。
  - おかけんた - かずこの同僚。実はかずこに想いを寄せていた。
- 第38回
  - はんにゃ - はなつき高校の柔道部の生徒。小籔から柔道の指導を受け、連敗していた高校に勝つまでに腕を上げた。恩人である小籔が辞職の危機に立たされたのを知り、彼を助けるために陣内たちと共に一芝居打つことになる。結局芝居は失敗するが、その後二人であき恵を説得し、小籔を救うこととなった。
  - 浅香あき恵 - 大阪府警からやってきた女警部。小籔の検挙数がゼロなのを理由に彼を辞職させようとする。その際、陣内たちと金田哲と川島章良が小籔を助けようと芝居を行ったことに激怒して小籔を辞めさせようとしたが、金田と川島の説得で取りやめた。
- 第39回
  - 磯野貴理 - やすえの高校時代の同級生。健と結婚することになり、婚前旅行ではなつきの里を訪れた。
  - トミーズ健（トミーズ） - 貴理の婚約者で下着メーカーの社長。
- 第40回
  - 坂田利夫 - はなつき村の小学校の校長。今年で定年退職を迎え、はなつきの里で定年祝いのパーティーを開いてもらった。妻を亡くしており、子供もいないが、甥が二人いる。
  - FUJIWARA - 坂田の甥。兄弟で、それぞれ東京と名古屋に住んでいる。坂田が定年になった日にはなつき村を訪れるが、実は二人とも叔父の退職金を目当てに村に来ていた。
- 第41回
  - 島田珠代 - 花子の親友で、現在バスガイドをしている。恋人と別れたばかりで、そのショックから傷心旅行のためにはなつきの里へやってきた。
  - 中條健一 - 珠代の元恋人。珠代を追ってはなつきの里へやって来る。「よしもと新喜劇」でのヤクザ役の時と同じ全身緑ずくめの格好で現れたため、他の出演者からいじられる羽目になる（中川家からは「京阪電車」といじられていた）。
- 第42回
  - 柳原可奈子 - 巨人の娘。東京から恋人を連れてはなつきの里へやって来る。
  - 木村明浩（バッファロー吾郎） - 可奈子の恋人。可奈子と共にはなつきの里へやって来る。
  - 竹若元博（バッファロー吾郎） - 木村の親友。
- 第43回
  - ペナルティ - はなつき村の老舗のイカ焼き屋を経営している兄弟。はなつきの里に出張販売所を出し、そこで蒸発していた父と再会する。
  - 桂きん枝 - ワッキーとヒデの父。10年前に借金を作って蒸発していたが、突然はなつきの里に現れる。
- 第44回
  - 杉浦太陽 - 田村と川島の小学校時代の同級生で、現在は人気俳優。はなつきの里で行われる小学校の同窓会に出席するため、仕事を抜け出してはなつきの里を訪れた。あまりにも厳しいマネージャー・たむらに嫌気が差しており、ついにはたむらと離れたいとまで言い出すが、やすえや田村たちの説得でたむらが自分に厳しく接していた本当の理由を知り、彼と和解することが出来た。
  - たむらけんじ - 杉浦のマネージャー。仕事を放り出して小学校の同窓会に向かった杉浦を連れ戻すべくはなつきの里を訪れる。杉浦を思って彼に厳しく接していたが、それが原因で杉浦に嫌われていた事を知ってしまう。その後、杉浦から離れようとしたが、やすえや田村たちの説得で自分が今まで厳しく接していた理由を杉浦に伝えたことで彼と和解することができた。
- 第45回
  - オール阪神（役名は高田阪神子之丞） - 大衆演劇の座長。一座の演劇を観に来ている田村を気に入り、一座に迎えようとする。
  - にしおかすみこ - 阪神子之丞の娘で一座の花形役者。母と共に田村を一座に迎えようとする。
  - モンスターエンジン - 阪神子之丞一座の座員。
- 第46回（最終回）
  - 北斗晶 - 巨人の妻。夫が単身赴任で長い間家から離れているのを寂しがっており、巨人を迎えにはなつきの里へやってきた。だが、ちょっとしたすれ違いから巨人と喧嘩になり、離婚するとまで言い出してしまい…。
  - 坂田利夫 - NGKレジャー産業の社長。

## 舞台セット
- 入口（舞台左端） - 壁に案内地図が貼られていた。また、温泉の精を呼び出すための泉があった。
- 休憩所（舞台中央） - 段差がある畳のエリア。背後に押入れがあり、ゲストは騒動の際にそこに身を隠すことが多かった。
- 露天風呂（舞台左端）

## スタッフ
- 作：大工冨明、久馬歩
- タイトルCG：原田専門家
- オープニングタイトルバック：三好和也（ちゅるんカンパニー）
- ロゴデザイン：シュプール
- SW：東野久記（東通）
- CAM：長谷川均（東通）
- MIX：嶽下学（東通）
- LD：辻本満（NGK）、吉田康志（アーチェリープロ）
- VE：大森喜章（トラッシュ）
- VTR：箕輪憲司（東通）
- ビデオ編集：宮本憲一（スタジオ アンカー）
- 音効：田口雅敏（戯音工房）
- 美術：竹内志朗（シュプール）
- 大道具：今川恵子（つむら工芸）
- 小道具：ハヤミチャン（すくらんぶる）
- 衣裳：大槻忠之（大槻衣裳）
- かつら：長野かつら
- メイク：MORE
- 靴：浪原正人（浪原靴店）
- 番組宣伝：岡崎由記（ABC）
- 番組デスク：田村圭（ABC）
- AD：越智勝也・金琴實・蓮岡幸樹・松田真奈（よしもとクリエイティブ・エージェンシー）
- FD：谷垣和歌子（よしもとクリエイティブ・エージェンシー）
- AP：村田洋弥（よしもとクリエイティブ・エージェンシー）
- 演出：水田芳裕（ABC）
- プロデューサー：岩城正良・木下浩一（ABC）、井上淳（よしもとクリエイティブ・エージェンシー）
- 制作協力：吉本興業
- 製作著作：ABC

## 放送局
| 放送対象地域   | 放送局                     | 系列           | 放送時間 | 備考                          |
| -------------- | -------------------------- | -------------- | --- | ----------------------------- |
| 近畿広域圏     | 朝日放送テレビ (ABCテレビ) | テレビ朝日系列 | 日曜 12:00 - 12:55 （2008年4月6日 - 2009年3月29日） | 製作局                        |
| 石川県         | 北陸朝日放送 (HAB)         | テレビ朝日系列 | 土曜 16:00 - 16:55 （2008年5月3日 - 2009年9月26日） |                               |
| 長野県         | 長野朝日放送 (abn)         | テレビ朝日系列 | 土曜 12:00 - 12:55 （2008年5月10日 - 2008年9月20日） | 34日遅れ                      |
| 中京広域圏     | 名古屋テレビ (NBN)         | テレビ朝日系列 | 日曜 12:00 - 12:55 （2008年4月6日 - 2009年3月29日） | 同時ネット                    |
| 山口県         | 山口朝日放送 (yab)         | テレビ朝日系列 | 土曜 12:00 - 13:00 （2008年4月19日 - 2008年10月11日） 土曜 15:00 - 15:55 （2008年11月22日 - 2009年3月28日） 木曜 24:45 - 25:40 （2009年4月2日 - 2009年4月16日） |                               |
| 香川県・岡山県 | 瀬戸内海放送 (KSB)         | テレビ朝日系列 | 日曜 12:00 - 12:55 （2008年4月6日 - 2008年9月28日） | 同時ネット                    |
| 長崎県         | 長崎文化放送 (NCC)         | テレビ朝日系列 | 木曜 25:20 - 26:15 （2008年5月1日 - 2009年3月19日） | 25日遅れ                      |
| 熊本県         | 熊本朝日放送 (kab)         | テレビ朝日系列 | 土曜 12:00 - 12:55 （2008年7月5日 - 2009年12月26日） |                               |
| 大分県         | 大分朝日放送 (OAB)         | テレビ朝日系列 | 土曜 16:00 - 16:55 （2008年5月24日 - 2009年3月28日） | 48日遅れ                      |
| 日本全域       | スカイ・A sports+          | CS放送         | 月曜 13:05 - 14:00 （2009年1月19日まで） | 22日遅れ 数回リピート放送あり |

1. ↑  再放送の回数やリピート放送の日時が異なる場合あり。また、放送されない回もあった。

| 朝日放送テレビ（ABCテレビ） 日曜12:00枠（『日曜笑劇場』）              | 朝日放送テレビ（ABCテレビ） 日曜12:00枠（『日曜笑劇場』）                 | 朝日放送テレビ（ABCテレビ） 日曜12:00枠（『日曜笑劇場』）                   |
| 前番組                                                                 | 番組名                                                                    | 次番組                                                                      |
| ---------------------------------------------------------------------- | ------------------------------------------------------------------------- | --------------------------------------------------------------------------- |
| なにわ人情コメディ 横丁へよ〜こちょ! （2004年10月3日 - 2008年3月30日） | あったか人情コメディ 湯けむりパラダイス! （2008年4月6日 - 2009年3月29日） | 爆笑!ふれあいコメディ こちらかきくけ公園前 （2009年4月5日 - 2010年3月28日） |